# 亞細安會旗
目前的會旗是在1993年11月開始使用的。背景為藍色，有10棵稻草在一個被填滿紅色的圈內，這10棵稻草代表了東南亞國協的10個成員國。

### 象征意义
该旗帜的官方象征意义在《东盟宪章》中有详细说明：
| 成员国   | - 柬埔寨 - 印度尼西亞 - 马来西亚 | - 緬甸 - 菲律賓 - 新加坡 - 泰國 - 越南 |
|          |                                  |                                        |
| 观察员国 | - 东帝汶                         |                                        |
|          |                                  |                                        |

国旗的颜色由蓝、红、白、黄组成，代表了东盟十国国旗的主色调。蓝色代表和平与稳定，红色代表勇气与活力，白色代表纯洁，黄色代表繁荣。
稻穗象征着东盟建国先辈们的梦想，即建立一个由东南亚所有国家组成的、团结友爱、紧密相连的东盟。稻穗的数量象征着东盟十个成员国。
圆圈代表东盟的团结与统一。
东盟的前會旗和目前的非常類似，但只有6棵稻草，這6棵稻草代表了當時的5個創辦國，即馬來西亞，新加坡，印尼，菲律賓和泰國，第6根稻草則代表之後加入的汶萊。稻草之下也寫著「ASEAN」。當時的背景為白色，而非現在的藍色，而圓圈為黃色，稻草為褐色。

## 外部連結
- ASEAN - Official description of the flag
- Flag of the World （页面存档备份，存于） - Description at FotW along with history

1. ↑  . worldstatesmen.org.   [2023-03-18].
2. ↑  . ASEAN Main Portal. ASEAN.   [2024-05-26].
3. 1 2   (PDF). ASEAN.